# Edenvale (Gauteng)
Pour les articles homonymes, voir Edenvale.
Edenvale est une ville d'Afrique du Sud de la métropole de Ekurhuleni dans le Gauteng.
La ville compte 49 292 habitants en 2011.